# Prêmio de Luta do Ano da Ring Magazine
O Prêmio de Luta do Ano da Ring Magazine foi criado em 1922 com o nome de "Melhor Luta do Ano". A partir de 1945 que o prêmio passou a ter o nome "Fight of The Year".